# Juri Upazila
Juri es una upazila de Distrito de Maulvi Bazar.

## Geografía
Juri es una upazila de Distrito de Maulvi Bazar de Sylhet División. Juri limita al norte con Barlekha Upazila, al sur con Tripura (India), al este con Assam (India) y al oeste con Kulaura Upazila.
- Datos: Q6315117
- Multimedia: Juri Upazila / Q6315117